# Aristolochia melastoma
Aristolochia melastoma är en piprankeväxtart som beskrevs av Manso och Pierre Étienne Simon Duchartre. Aristolochia melastoma ingår i släktet piprankor, och familjen piprankeväxter. Inga underarter finns listade i Catalogue of Life.